# ألكسندر هاو
ألكسندر هاو (بالفرنسية: Alexandre Hauw)‏ (22 يناير 1982) لاعب كرة قدم فرنسي يلعب حاليا لصالح نادي الدرجة الممتازة نافال البرتغالي في خط الوسط .

## وصلات خارجية
- ألكسندر هاو على موقع قاعدة بيانات كرة القدم.إي يو (الإنجليزية)
- ألكسندر هاو على موقع Soccerway.com (الإنجليزية)